# Llista d'asteroides (86001-87000)
Llista d'asteroides del 86.001 al 87.000, amb data de descoberta i descobridor. És un fragment de la llista d'asteroides completa. Als asteroides se'ls dona un número quan es confirma la seva òrbita, per tant apareixen llistats aproximadament segons la data de descobriment.
Contingut: 86001... 86101... 86201... 86301... 86401... 86501... 86601... 86701... 86801... 86901... 

| Nom                                         | Designació provisional                      | Data de descobriment                        | Lloc de descobriment                        | Descobridor/s                               |                                             |                                             |                                             |                                             |                                             |                                             |                                             |                                             |                                             |                                             |                                             |                                             |                                             |                                             |                                             |                                             |                                             |                                             |                                             |                                             |                                             |                                             |                                             |                                             |                                             |                                             |                                             |                                             |                                             |                                             |                                             |                                             |                                             |                                             |                                             |                                             |                                             |                                             |                                             |                                             |                                             |                                             |                                             |                                             |                                             |
| 86001-86100 Llista d'asteroides/86001-86100 | 86001-86100 Llista d'asteroides/86001-86100 | 86001-86100 Llista d'asteroides/86001-86100 | 86001-86100 Llista d'asteroides/86001-86100 | 86001-86100 Llista d'asteroides/86001-86100 | 86101-86200 Llista d'asteroides/86101-86200 | 86101-86200 Llista d'asteroides/86101-86200 | 86101-86200 Llista d'asteroides/86101-86200 | 86101-86200 Llista d'asteroides/86101-86200 | 86101-86200 Llista d'asteroides/86101-86200 | 86201-86300 Llista d'asteroides/86201-86300 | 86201-86300 Llista d'asteroides/86201-86300 | 86201-86300 Llista d'asteroides/86201-86300 | 86201-86300 Llista d'asteroides/86201-86300 | 86201-86300 Llista d'asteroides/86201-86300 | 86301-86400 Llista d'asteroides/86301-86400 | 86301-86400 Llista d'asteroides/86301-86400 | 86301-86400 Llista d'asteroides/86301-86400 | 86301-86400 Llista d'asteroides/86301-86400 | 86301-86400 Llista d'asteroides/86301-86400 | 86401-86500 Llista d'asteroides/86401-86500 | 86401-86500 Llista d'asteroides/86401-86500 | 86401-86500 Llista d'asteroides/86401-86500 | 86401-86500 Llista d'asteroides/86401-86500 | 86401-86500 Llista d'asteroides/86401-86500 | 86501-86600 Llista d'asteroides/86501-86600 | 86501-86600 Llista d'asteroides/86501-86600 | 86501-86600 Llista d'asteroides/86501-86600 | 86501-86600 Llista d'asteroides/86501-86600 | 86501-86600 Llista d'asteroides/86501-86600 | 86601-86700 Llista d'asteroides/86601-86700 | 86601-86700 Llista d'asteroides/86601-86700 | 86601-86700 Llista d'asteroides/86601-86700 | 86601-86700 Llista d'asteroides/86601-86700 | 86601-86700 Llista d'asteroides/86601-86700 | 86701-86800 Llista d'asteroides/86701-86800 | 86701-86800 Llista d'asteroides/86701-86800 | 86701-86800 Llista d'asteroides/86701-86800 | 86701-86800 Llista d'asteroides/86701-86800 | 86701-86800 Llista d'asteroides/86701-86800 | 86801-86900 Llista d'asteroides/86801-86900 | 86801-86900 Llista d'asteroides/86801-86900 | 86801-86900 Llista d'asteroides/86801-86900 | 86801-86900 Llista d'asteroides/86801-86900 | 86801-86900 Llista d'asteroides/86801-86900 | 86901-87000 Llista d'asteroides/86901-87000 | 86901-87000 Llista d'asteroides/86901-87000 | 86901-87000 Llista d'asteroides/86901-87000 | 86901-87000 Llista d'asteroides/86901-87000 | 86901-87000 Llista d'asteroides/86901-87000 |
| ------------------------------------------- | ------------------------------------------- | ------------------------------------------- | ------------------------------------------- | ------------------------------------------- | ------------------------------------------- | ------------------------------------------- | ------------------------------------------- | ------------------------------------------- | ------------------------------------------- | ------------------------------------------- | ------------------------------------------- | ------------------------------------------- | ------------------------------------------- | ------------------------------------------- | ------------------------------------------- | ------------------------------------------- | ------------------------------------------- | ------------------------------------------- | ------------------------------------------- | ------------------------------------------- | ------------------------------------------- | ------------------------------------------- | ------------------------------------------- | ------------------------------------------- | ------------------------------------------- | ------------------------------------------- | ------------------------------------------- | ------------------------------------------- | ------------------------------------------- | ------------------------------------------- | ------------------------------------------- | ------------------------------------------- | ------------------------------------------- | ------------------------------------------- | ------------------------------------------- | ------------------------------------------- | ------------------------------------------- | ------------------------------------------- | ------------------------------------------- | ------------------------------------------- | ------------------------------------------- | ------------------------------------------- | ------------------------------------------- | ------------------------------------------- | ------------------------------------------- | ------------------------------------------- | ------------------------------------------- | ------------------------------------------- | ------------------------------------------- |